# Miss California (Dante Thomas)
Miss California is een nummer van de Amerikaanse r&b-zanger Dante Thomas en zijn ontdekker, rapper en voormalig Fugees-lid Pras Michel. Het nummer verscheen in 2001 als eerste single van Dante Thomas' debuutalbum Fly.
Het nummer werd in Europa en Oceanië een hit. In de Amerikaanse Billboard Hot 100 flopte het nummer met een 85e positie. In de Nederlandse Top 40 werd het echter een nummer 1-hit, en in de Vlaamse Ultratop 50 haalde het nummer de 13e positie.
Omdat het nummer flopte in de Verenigde Staten, besloot Dante Thomas naar Duitsland te emigreren, waar het nummer ook de eerste positie haalde. Hij deed dat in de hoop meer hits te scoren, maar het bleef toch bij "Miss California".